# Lau (tỉnh)

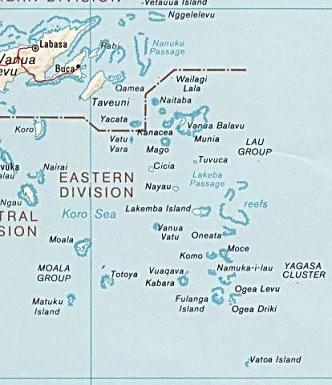
Quần đảo Lau

Lau là một trong 14 tỉnh của Fiji. Tỉnh lỵ được đặt tại Tubou, ở cuối phía nam của đảo Lakeba. Tỉnh là một phần của Khu vực Đông, một hệ thống cấp bậc truyền thống của các tù trưởng ở miền bắc và đông Fiji. Về mặt địa lý tỉnh gồm Quần đảo Lau.